# Ero salittana
Ero salittana är en spindelart som beskrevs av Alberto Barrion och James A. Litsinger 1995. Ero salittana ingår i släktet Ero och familjen kaparspindlar.
Artens utbredningsområde är Filippinerna. Inga underarter finns listade i Catalogue of Life.